# Archives du féminisme
Archives du féminisme est une association loi de 1901 fondée en 2000 par l'historienne Christine Bard et ayant pour objectif principal de préserver les sources de l’histoire des féminismes. La collection associée Archives du féminisme, publiée par les Presses universitaires de Rennes, favorise la diffusion de travaux de recherche portant sur les mouvements d'émancipation des femmes.

## Activités
L'association effectue de la collecte d'archives auprès d'associations, organise des colloques et des journées d'étude, et réalise des publications. Elle met à disposition des ressources en ligne, comprenant articles et comptes-rendus, bibliographies, sources historiques, expositions (partenariat avec MUSEA, musée virtuel porté par l'université d'Angers) ainsi qu'un « Guide des sources », une base de données pour les sources de l'histoire du féminisme en France. 

### Partenariats
Le Centre des archives du féminisme (CAF) accueille, en concertation avec la bibliothèque Marguerite-Durand (Paris), des fonds collectés par l'association des Archives du féminisme. Fondé en 2000, le CAF est intégré, en tant que fonds spécialisés, à la bibliothèque universitaire d'Angers. Il s'agit de fonds d'archives privées couvrant la période du XIXe siècle au XXIe siècle.

## Publications
L'association Archives du féminisme dispose de deux organes d'information : un site internet et un bulletin d'information. Le bulletin paraît une fois par an en version papier, certains articles sont disponibles sur le site internet de l'association.

### La collection « Archives du féminisme »
Il existe une collection « Archives du féminisme » aux Presses universitaires de Rennes (PUR). Cette collection propose des ouvrages sur les mouvements d'émancipation et de libération des femmes et s'interroge sur leurs effets politiques, sociaux et culturels. Elle permet le développement des recherches en sciences humaines dans ce domaine donne une visibilité aux sources archivistiques, imprimées, orales ou audiovisuelles concernant l'histoire des femmes. Il existe aujourd'hui 28 ouvrages. 
Le Guide des sources de l'histoire du féminisme,  sous la direction de Christine Bard, Annie Metz et Valérie Neveu, paraît six ans après la création de l'association, en 2006 et constitue le premier ouvrage de la collection « Archives du féminisme ». Né du constat que la recherche des sources sur le féminisme était difficile, du fait de l'éparpillement de ces sources et d'un manque de visibilité sur leur localisation, ce guide liste les fonds féministes et se structure en quatre parties : « Les services publics d'archives », « Les associations, bibliothèques, musées et centres d'archives privées », « Les sources audiovisuelles » et « Webographie ». Un travail d'actualisation de ce guide est proposé sur le site de l'association à la rubrique « Le guide des sources ». Cette rubrique présente environ 369 fiches sur les fonds féministes, leur localisation et contenu.

### LeDictionnaire des féministes
En février 2017 paraît le Dictionnaire des féministes : France, XVIIIe – XXIe siècle, sous la direction de Christine Bard, avec la collaboration de Sylvie Chaperon. 200 collaborateurs ont participé à l'élaboration de cet ouvrage, qui propose 550 biographies de personnes ayant marqué l'histoire du féminisme.